# コーネリウス・ヴァン・ティル
コーネリウス・ヴァン・ティル（英: Cornelius Van Til、1895年5月3日 - 1987年4月17日）は、アメリカ合衆国の神学者。改革派の代表的弁証学者で、正統長老教会の教役者だった。ウェストミンスター神学校で長く教えた。

## 生涯
- 1885年 オランダのフローテハストで生まれる。
- 1905年 オランダからアメリカに移住する。カルヴィン大学を卒業後1年間、カルヴィン神学校でルイス・ベルコフに学ぶ。その後、プリンストン神学校に転籍する。
- 1928年 ドイツ観念論の研究でプリンストン神学校より博士号を取得。卒業後、プリンストン神学校で専任講師を務める。
- 1929年 ウェストミンスター神学校で、弁証学の主任教授として50年間教職の養成に当たった。
- 1939年 正統長老教会の牧師を召天まで務める。
- 1972年 ウェストミンスター神学校を引退した。

## 神学
古プリンストン神学の後継者。弁証学の再構成と自由主義神学（リベラル）の批判において、福音主義神学の発展に貢献した。「前提主義(Presuppositionalism)」と呼ばれる新方法を提案した。

## 著書
- ヴァン・ティルの「十戒」（松田一男訳 いのちのことば社 ISBN 4264023815）
- 改革派キリスト教弁証論 : Van Tilの弁証論（聖恵授産所出版部）
- 予定論と一般恩恵（聖恵授産所出版部）
- 一般恩恵（Common Grace, 1947年）
- The Defense of the faith（1955年）
- A Christian Theory of Knowledge（1969年）

## 教え子
- フランシス・シェーファー
- 宇田進
- 丸山忠孝